# José María Párraga Luna

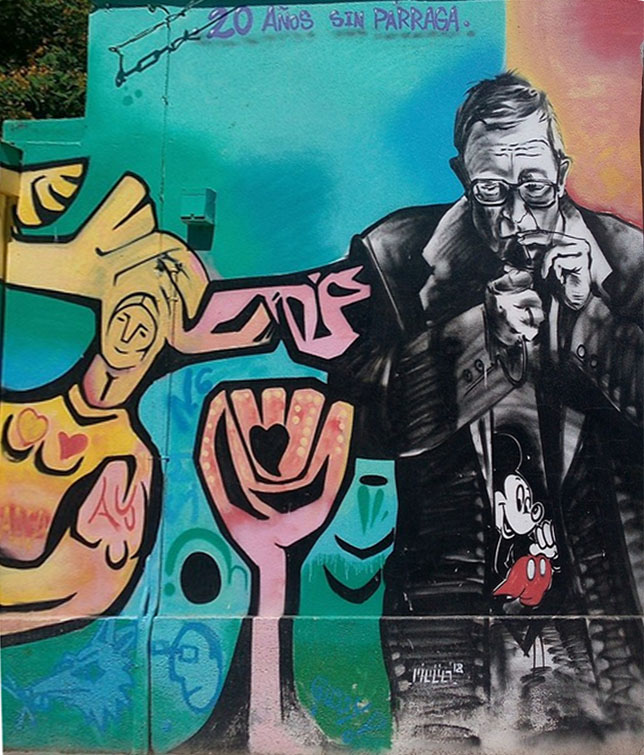
Mural dedicat al pintor José María Párraga a Múrcia.

José María Párraga Luna (Alumbres, Cartagena, 20 de maig de 1937 - Múrcia, 13 d'abril de 1997) va ser un pintor espanyol que ha emprat diverses tècniques com el dibuix, pirogravat i altres tipus pictòrics; ha estat molt popular i prolífic en el seu treball i la seva obra ha estat difosa sobretot a la Regió de Múrcia.

## Biografia
Els seus pares eren mestres a la zona i es van traslladar a la pedania murciana de Alquerías en 1947. Va cursar els estudis de secundària en l'institut Alfonso X el Sabio de Múrcia i va començar a estudiar Magisteri en 1951 començant a treballar de mestre en 1955, encara que aviat va abandonar aquesta professió per falta de vocació. No obstant això amb disset anys va trobar la seva afició al dibuix en estar convalescent d'una malaltia, la qual cosa li va animar a començar aquests estudis a l'escola d'Arts i Oficis de la ciutat, entre els seus professors es van trobar Luis Garay, Clemente Cantos i Mariano Ballester.
La seva primera exposició s'inaugura en 1956 a la Casa de la Cultura que acull el museu arqueològic, poc després va obtenir un accèssit en el concurs de cartells de Setmana Santa i Festes de primavera, després d'aquests reconeixements va rebre crítiques favorables en la premsa local. Gràcies a aquest premi va estar un temps a Madrid on va entaular contacte amb altres pintors com Manolo Valdés i va poder conèixer les noves tendències a la capital espanyola, en 1959 va obtenir un premi de pintura jove i poc després va començar la seva col·laboració en la premsa murciana com a il·lustrador. Les seves primeres obres eren figuratives però mostraven una certa deformació o allargament. En 1960 rep un premi de gravat i comença a mostrar el seu caràcter polifacètic en l'ocupació de les tècniques pictòriques però també escultòriques i artístiques en general. En 1964 va ser membre fundador del grup Aunar al costat dels pintors Manuel Avellaneda i Aurelio Pérez Martínez i els escultors Elisa Séiquer, Francisco Toledo Sánchez, José Toledo Sánchez i José Hernández Cano, encara que el grup va mantenir la seva unió durant no gaire temps la seva primera exposició va mostrar un ànim de renovació i ruptura en el panorama artístic murcià.
La seva obra és molt abundant, ja que cada dia realitzava almenys una obra, per això es poden considerar diverses etapes en el seu desenvolupament artístic que en els seus començaments està dotat d'un predomini del dibuix figuratiu encara que amb tendències a realitzar un allargament de les seves figures. Entorn de 1959 va començar a experimentar amb el collage i l'ocupació de tècniques properes a les arts gràfiques i els seus materials, després la influència de Picasso i Klee li condueix a una expressió del geganta i entorn de 1968 cap als monstres. Sobre 1980 sofreix una crisi emocional i el seu treball es dota de pessimisme i treballa amb traços fallits en substitució de les seves corbes més personals. A partir dels noranta comença una etapa més equilibrada recuperant els seus característics traçats corbs i sinuosos incorporant el color a la seva obra amb un cert protagonisme.
La majoria de les seves exposicions les ha realitzat a la Regió de Múrcia i la Vega Baixa, i una representació del seu treball es troba en els fons de diversos museus com el Museu de Belles arts de Múrcia, el MURAM o el museu de la ciutat de Múrcia.
Algunes mostres del reconeixement a la seva labor feta per l'administració local i regional han estat donar el seu nom a: un espai per a l'art conegut com a Centre Párraga, un col·legi públic en la pedania de El Palmar de la capital murciana i almenys a sis carrers en diferents localitats, així com la instal·lació d'un mural seu denominat el mural de la música a l'auditori de Algezares. En 2008es va celebrar una exposició del treball d'artistes coetanis en el mateix Centre Párraga amb la finalitat de rendir-li un homenatge.